# Лиозненская хлебная база
Коммунальное унитарное предприятие по оказанию услуг «Лиозненская хлебная база» — хранилище зерна и сахара, крупнейший в Беларуси элеватор. Расположена в посёлке Лиозно.
Хлебная база состоит из элеватора на Добромыслянской улице, 36 и хлебоприёмного пункта на улице Чкалова.
Осуществляет деятельность по хранению и последующей доработке (сушка, очистка от примесей и т.д.) зерновых и зернобобовых культур, а также рапса.
База способна хранить до 140 тысяч тонн зерна. Является валообразующей для районного бюджета — 14 процентов поступлений (2011 год). Хлеб для половины жителей Витебска выпекается из зерна, хранящегося на базе.
Элеватор базы — самый крупный в Белоруссии, в него свозится зерно из Полоцка, Лиды, Минска, Борисова и других городов.
Часть просушенного и очищенного зерна отправляется на экспорт; так в 2015 году, после вхождения в реестр предприятий Таможенного союза, в Россию было отгружено более 20 тысяч тонн зерна.